# Waistline
Waistline is een lied van de Nederlandse rapper Frenna. Het werd in 2022 als single uitgebracht.

## Achtergrond
Waistline is geschreven door Charnett Reemnet, Jarmo Lopulissa, Stanley Clementina en Francis Edusei en geproduceerd door Zerodix. Het is een nummer dat past in het genre nederhop met effecten uit de afrobeats. In het lied rapt Frenna over het zijn met een meisje. Het nummer was onderdeel van de A Toast To The Culture-campagne van rummerk Havana Club. Bij deze campagne werd een speciale limited editon rumfles voor Frenna gemaakt. Deze rumfles is meerdere keren te zien in de videoclip, die eveneens in samenwerking met Havana Club was gemaakt.

## Hitnoteringen
De artiest had bescheiden succes met het lied in Nederland. Het kwam tot de 28e plaats van de Single Top 100 in de vijf weken dat het in deze hitlijst te vinden was. De Top 40 en haar Tipparade werden niet bereikt.